# Combofix
ComboFix es un programa freeware desarrollado por sUBs, que escanea en busca de malware conocido y cuando lo encuentra intenta realizar la respectiva limpieza automática de estas infecciones. Como complemento, y para poder eliminar la gran mayoría de malware, ComboFix también genera un log (informe) cuando finaliza el escaneo . Este registro contiene información esencial para que un asistente diagnostique, recopile nuevo malware y elimine infecciones que no se eliminan automáticamente.